# Publicador de videojocs
Un publicador o distribuïdor de videojocs és una empresa que publica i/o distribueix productes relacionats amb els videojocs.
Com els editors de llibres o publicadors de pel·lícules en DVD, els distribuïdors de videojocs són els responsables de la fabricació dels productes i el màrketing, incloent-hi la cerca en el mercat i tots els aspectes de la publicitat.

## Selecció de distribuïdors de videojocs
Més avall hi ha un rànquing dels top 20 publicadors de videojocs, creat per Game Developer Magazine l'octubre del 2006, que es caracteritza en sis factors: beneficis anuals, nombre de llançaments, resultat de les anàlisis, qualitat de produccions, estabilitat en el preu de compra i estabilitat en el que en paguen.
| Posició el 2007 | Nom del publicador                  | Posició el 2006 | Posició el 2005                                      |
| --------------- | ----------------------------------- | --------------- | ---------------------------------------------------- |
| 1r              | Nintendo                            | 1r              | 3r                                                   |
| 2n              | Electronic Arts                     | 2n              | 1r                                                   |
| 3r              | Activision                          | 3r              | 2n                                                   |
| 4t              | Ubisoft                             | 8è              | 6è                                                   |
| 5è              | THQ                                 | 7è              | 8è                                                   |
| 6è              | Take-Two Interactive                | 5è              | 10è                                                  |
| 7è              | Sega Sammy Holdings/Sega of America | 10è             | 9è                                                   |
| 8è              | Sony Computer Entertainment         | 12è             | 5è                                                   |
| 9è              | Microsoft Game Studios              | 6è              | 4t                                                   |
| 10è             | SCi/Eidos Interactive               | 16è             | N/A (perquè era SCi abans del 14è)                   |
| 11è             | Square Enix                         | 13è             | 16è                                                  |
| 12è             | Namco Bandai                        | 11è             | N/A (perquè era una divisió de Namco abans de l'11è) |
| 13è             | Vivendi Games                       | 12è             | 12è (anteriorment Vivendi Universal Games)           |
| 14è             | Capcom                              | 14è             | 15è                                                  |
| 15è             | Konami                              | 9è              | 8è                                                   |
| 16è             | NCSoft                              | 15è             | N/A (nou)                                            |
| 17è             | Disney Interactive Studios          | 18è             | N/A                                                  |
| 18è             | Atlus USA                           | N/A (nou)       | N/A (nou)                                            |
| 19è             | LucasArts                           | 17è             | 20è                                                  |
| 20è             | Midway Games                        | 20è             | 19è                                                  |

## Importants publicadors antics
- 3DO (fabricador de consoles) (tancat)
- Acclaim Entertainment
- Accolade (d'Atari fins que va ser a Infogrames)
- Atari (fabricador de consoles) (comprat per Infogrames, quan la mateixa empresa va canviar de nom a Atari)
- Coleco (fabricador de consoles) (tancat)
- Crystal Dynamics
- Enix (fusionada a Squaresoft com a Square Enix)
- Epyx
- Gathering of Developers (GOD) (comprat per Take-Two Interactive)
- Gremlin Interactive
- GT Interactive
- Hasbro Interactive (comprat per Infogrames)
- Iguana Entertainment
- Imagic
- Infocom (comprat per Activision)
- Interceptor Micros
- Mattel Electronics (fabricador de consoles)
- Mattel (programari d'ordinador)
- Melbourne House (videojocs d'ordinador i llibres)
- Microprose (comprat per Hasbro Interactive)
- Mindscape, Inc.
- MUSE Software
- Origin Systems (comprat per Electronic Arts)
- Penguin Software
- Psygnosis
- Spectrum Holobyte (comprat per Hasbro Interactive)
- Square Electronic Arts L.L.C. (de Square i Electronic Arts. Fusionat a Square Soft, Inc. i canviat de nom a Square Enix, Inc.)
- Strategic Simulations, Inc. ("SSI")
- Technos Japan Corporation (tancat) (comprat perAtlus)
- Taxan
- US Gold (comprat per Eidos Interactive)
- Virgin Interactive Entertainment

Alguns d'aquests distribuïdors són empreses tancades; altres han sigut comprades per altres empreses i no fan negocis sota el mateix nom, o si el nom encara es manté és perquè s'ha convertit en una subsidiària o divisió d'alguna altra empresa.